# Степан
Степа́н (грец. Στέφανος), також Стефан (ст.-укр. Стефанъ) — чоловіче ім'я, що походить із грецької мови. Перекладається слово Στέφανος (стефанос) як вінок або діадема — традиційний атрибут богині Гери. Зменшені форми: Степа́нко, Степа́ночко, Степа́нонько, Сте́фко, Штефко та Штефцьо (у Галичині), Стець, Стецько та інші.

## Іменини

### Християнство

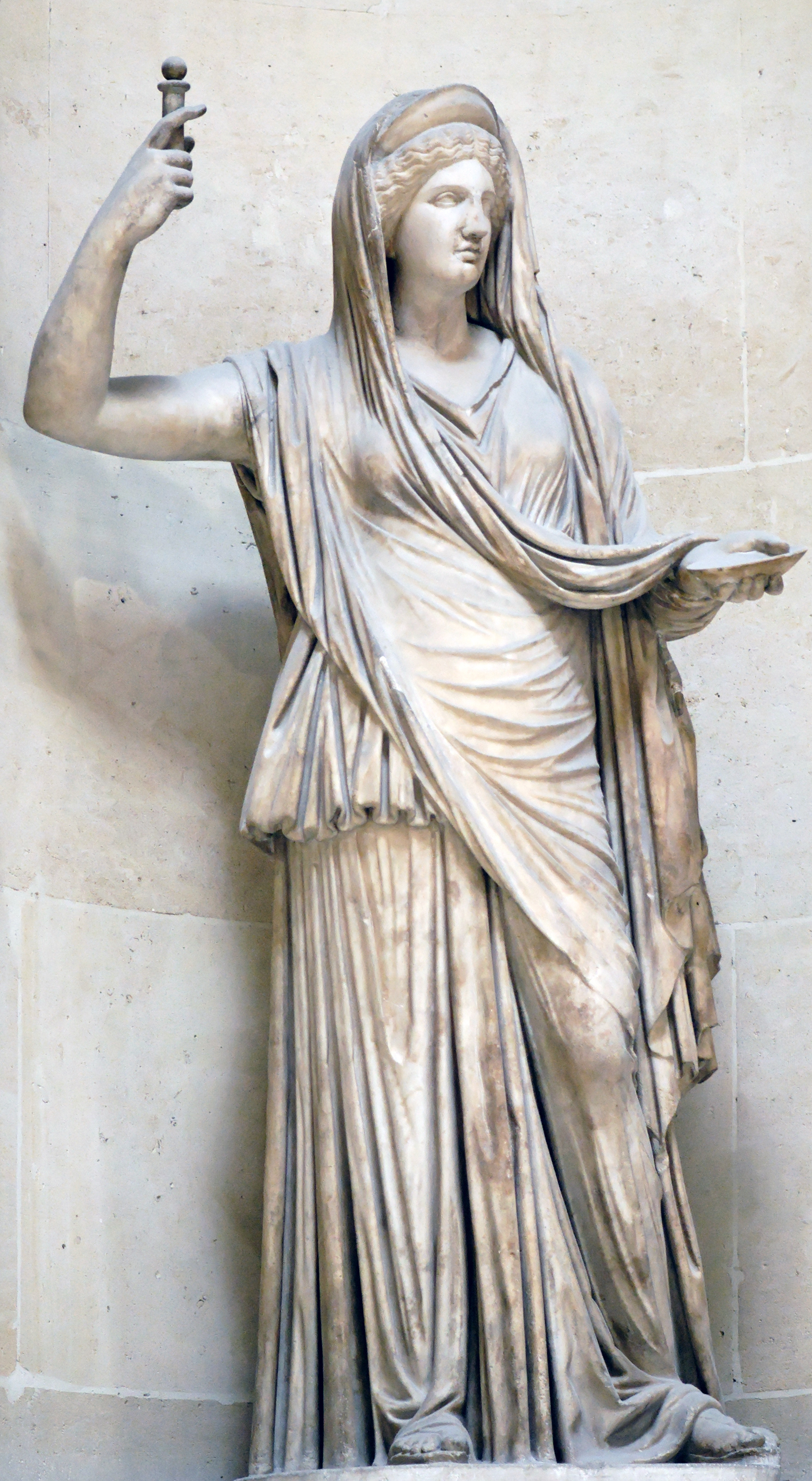
Давньогрецька Цариця богів; богиня шлюбу та жінок Гера

- Православна церква: новоюліанський календар — 17 січня, 24 січня, 25 січня, 27 січня, 7 лютого, 12 лютого, 21 лютого, 26 лютого, 10 квітня, 9 травня, 20 травня, 25 червня, 6 липня, 2 серпня (папа Стефан I), 25 серпня, 2 вересня, 28 вересня, 17 жовтня, 10 листопада, 11 грудня, 22 грудня, 27 грудня
- Католицька церква — 2, 8 і 13 лютого, 2 серпня (папа Стефан I).

## Особи з ім'ям Степан

Степан Рудницький, український географ і картограф, академік НАН України

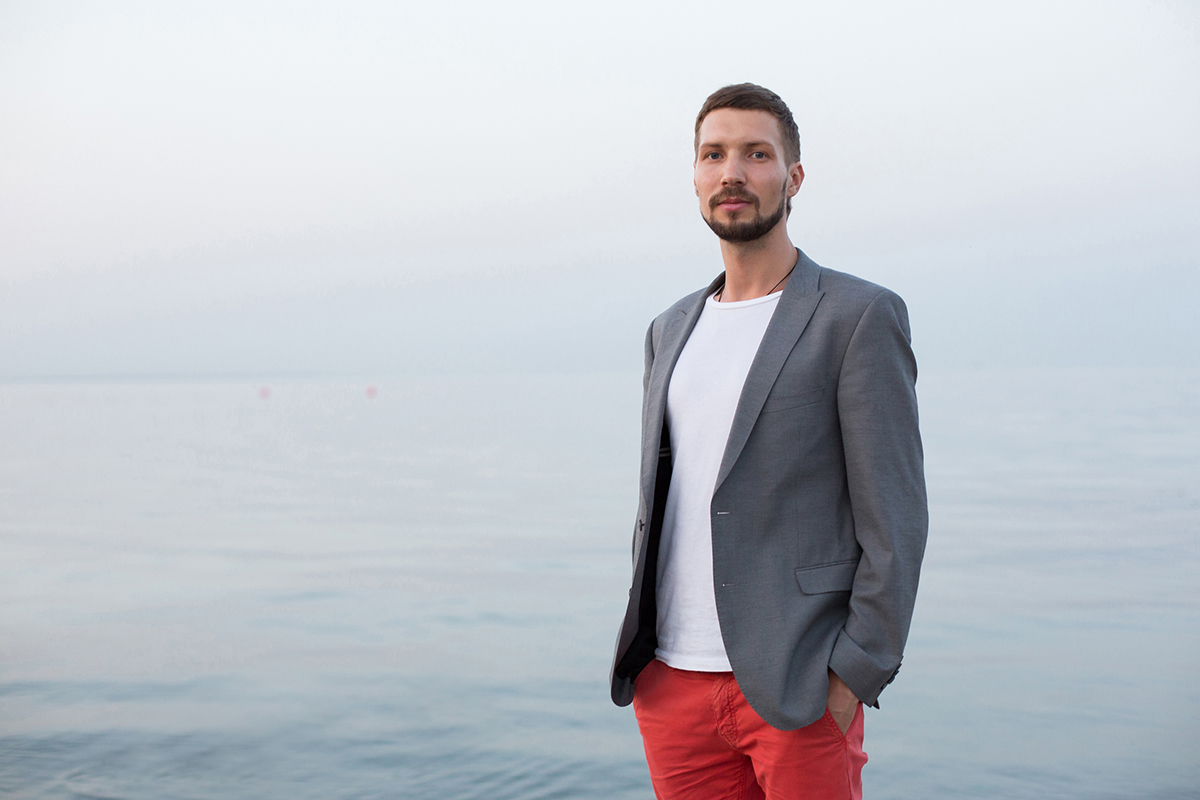
Степан Рябченко, український художник, скульптор, архітектор

- Архидиякон Стефан - першомученик, святий.
- Степан Разін — ватажок Селянської війни 1670-1671 років у Московському царстві.
- Степан Бандера — український політичний діяч, ідеолог українського націоналістичного руху ХХ століття, після розколу Організації українських націоналістів голова Проводу ОУН-Б.
- Степан Ленкавський — український політичний діяч, публіцист, один із ідеологів Організації Українських Націоналістів.
- Степан Руданський — український поет.
- Степан Васильченко — український письменник та педагог.
- Степан Чарнецький — український поет, фейлетоніст, театральний діяч та критик.
- Степан Процюк — сучасний український письменник.
- Степан Пушик — український письменник, літературознавець, фольклорист, журналіст, громадсько-культурний та політичний діяч.
- Степан Попель — філолог, юрист, відоміший як український та американський шахіст.
- Степан Смаль-Стоцький  — мовознавець і педагог; визначний громадсько-політичний, культурний та економічний діяч Буковини.
- Степан Кобилянський — український живописець. Брат письменниці Ольги Кобилянської та педагога Юліана Кобилянського.
- Степан Олійник — український поет-гуморист і сатирик, журналіст.
- Степан Рудницький — український географ та картограф, академік НАН України. Основоположник української політичної та військової географії.
- Степан Рябченко — український художник, скульптор, архітектор
- Степан Рябченко, український художник, скульптор, архітекторСтепан Кубів — голова Всеукраїнського товариства «Меморіал» ім. Василя Стуса, український політик, громадський діяч

## Правителі
- Степан II (король Хорватії) ‎
- Степан I